# Койдин (сельское поселение)
Койдин — административно-территориальная единица (административная территория посёлок сельского типа с подчинённой ему территорией) и муниципальное образование (сельское поселение с полным официальным наименованием муниципальное образование сельского поселения «Койдин») в составе Койгородского муниципального района в Республике Коми Российской Федерации.
Административный центр и единственный населённый пункт — посёлок Койдин.

## История
Статус и границы административной территории установлены Законом Республики Коми от 6 марта 2006 года № 13-РЗ «Об административно-территориальном устройстве Республики Коми».
Статус и границы сельского поселения установлены Законом Республики Коми от 5 марта 2005 года № 11-РЗ «О территориальной организации местного самоуправления в Республике Коми».

## Население
| 2010  | 2011  | 2012  | 2013  | 2014  | 2015  | 2016  |
| ----- | ----- | ----- | ----- | ----- | ----- | ----- |
| 1359  | ↘1353 | ↘1350 | ↘1331 | ↗1336 | ↘1320 | ↘1288 |
| 2017  | 2018  | 2019  | 2020  | 2021  |       |       |
| ↘1286 | ↘1261 | ↗1264 | ↘1234 | ↘1131 |       |       |